# جوي بارون
جوي بارون (بالإنجليزية: Joey Baron)‏ هو عازف جاز وملحن أمريكي، ولد في 26 يونيو 1955 في ريتشموند في الولايات المتحدة.

## وصلات خارجية
- الموقع الرسمي
- جوي بارون على موقع IMDb (الإنجليزية)
- جوي بارون على موقع ميوزك برينز (الإنجليزية)
- جوي بارون على موقع أول ميوزيك (الإنجليزية)
- جوي بارون على موقع ديسكوغز (الإنجليزية)